# RBMG Records
Raymond Braun Media Group, позната и по акрониму RBMG, америчка је дискографска кућа основана 2008. године. Покренули су је музичар Ашер и менаџер за таленте Скутер Браун. Има посебан пословни договор о подели добити са кућом Def Jam Recordings, чији је власник Universal Music Group.

## Извођачи
- Џастин Бибер